# كارل نيلسن (مجدف)
كارل نيلسن (بالدنماركية: Carl Nielsen)‏ هو مجدف دنماركي، ولد في 5 يناير 1930 في آرهوس في الدنمارك، وتوفي في 29 يونيو 1991 في Hadsten ‏ في الدنمارك.

## وصلات خارجية
- كارل نيلسن على موقع الاتحاد الدولي للتجديف (الإنجليزية)
- كارل نيلسن على موقع أوليمبيديا (الإنجليزية)